# ニコライ・ミリューチン

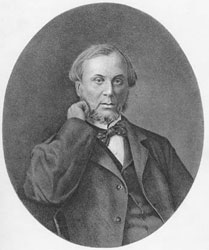
ニコライ・ミリューチン

ニコライ・アレクセーエヴィッチ・ミリューチン（ミリューティン, Николай Алексеевич Милютин, Nikolay Alekseyevich Milyutin, 1818年6月6日 - 1872年1月26日）は、ロシア帝国の政治家。ロシア皇帝アレクサンドル2世による農奴解放令、ゼムストヴォ設立などの大改革の主要な立案者として知られる。同時代に軍制改革を実施した陸軍大臣ドミトリー・ミリューチン将軍は兄、社会評論家で哲学者のウラジーミル・ミリューチンは弟、ニコライ1世統治下、最大の改革者であるパーヴェル・キセリョフ伯爵は叔父に当たる。

## 経歴
ニコライ・ミリューチンはモスクワ大学を卒業後、1835年内務省に入省した。少壮の頃は、スラブ派思想に共鳴し、その後自由主義思想へ傾斜する。1840年代には内務官僚として、サンクトペテルブルク、モスクワ、オデッサの各県における地方自治制度の改革に取り組む。
1859年内務次官に就任し、アレクサンドル2世による農奴解放に代表される農民問題に精力的に取り組んでいった。ミリューチンは農奴解放令の草案を作成し、1859年法典編纂委員会による審議を経て、1861年農奴解放令が発布された。
1863年ポーランドで反乱が起こると（ポーランド反乱、一月蜂起、w:January Uprising）、ミリューチンは改革を実施するため、ポーランドに派遣された。ミリューチンは、農民解放を追認する勅令を出す代わりに、ロシア社会で澎湃とするロシア・ナショナリズムに従って、ポーランドのロシア化のための計画を考案した。大規模土地所有者からの農民解放を実施したほか、学校教育におけるカトリック教会の分離を強行した。
1866年退官。晩年は脳卒中のため隠遁生活を送った。